# Alexander Bethune
Alexander Bethune, född 1 januari 1852, död 10 juni 1947, kanadensisk politiker, handelsman och frimurare.
Mellan åren 1907 och 1908 var borgmästare (den 12:e) i Vancouver (British Columbia).